# Pseudorthocladius akanseptimus
Pseudorthocladius akanseptimus är en tvåvingeart som beskrevs av Sasa och Kamimura 1987. Pseudorthocladius akanseptimus ingår i släktet Pseudorthocladius och familjen fjädermyggor. Inga underarter finns listade i Catalogue of Life.